# Gary Neiwand
Gary Neiwand (né le 4 septembre 1966 à Melbourne) est un coureur cycliste sur piste australien. Spécialiste des épreuves du sprint, il remporte trois titres mondiaux (vitesse individuelle, vitesse par équipes et keirin) et quatre médailles olympiques durant sa carrière. Son après carrière est marquée par des problèmes avec l'alcool, des dépressions et un passage en prison.

## Biographie

### Carrière sportive
Gary Neiwand a représenté son pays pendant plus d'une décennie et est considéré comme l'un des plus grands sprinteurs australiens de l'histoire. Il remporte la médaille d'or du tournoi de vitesse lors des Jeux du Commonwealth en 1986. Deux ans plus tard, décroche sa première médaille olympique aux Jeux olympiques de 1988 à Séoul, avec la médaille de bronze en vitesse.
Il répète son succès aux Jeux du Commonwealth en 1990, avec une nouvelle médaille d'or en vitesse. Aux mondiaux de 1991, il obtient sa première médaille aux championnats du monde  avec le bronze en vitesse. L'année suivante, lors des Jeux olympiques de Barcelone, il atteint la finale du tournoi de vitesse, mais s'incline en finale face à l'Allemand Jens Fiedler. En 1993, il atteint la consécration en devenant double champion du monde sur le keirin et la vitesse, où il bat en finale l'Allemand Michael Hübner. Il est élu athlète masculin de l'année aux Australian Sport Awards.
En 1994, il réalise un triplé inédit en remportant aux Jeux du Commonwealth sa troisième médaille d'or consécutive en vitesse. Aux Jeux olympiques de 1996, il prend la quatrième place du tournoi de vitesse, battu pour le bronze par le Canadien Curt Harnett. Il avait pourtant réalisé le meilleur temps de qualification en battant le record olympique en 10,129 secondes. Quelques semaines plus tard, il devient champion du monde de vitesse par équipes (avec Darryn Hill et Shane Kelly) et vice-champion du monde du keirin.
En 2000, à 33 ans, pour le dernier objectif de sa carrière, il participe aux Jeux olympiques de Sydney à domicile. Pour ses quatrièmes Jeux, il court toujours après une médaille d'or olympique, la seule qui lui manque. Il est finalement médaillé d'argent du keirin et médaillé de bronze de la vitesse par équipes. Il sombre dans la dépression après avoir raté son objectif de médaille d'or et commence à boire beaucoup. Son mariage s'est effondré et il a pris du poids, grimpant à 116 kg. Après avoir pris sa retraite de coureur, il fait quelques tentatives de retour, mais retombe dans l'alcool et la dépression.

### Après carrière
En février 2006, Neiwand est condamné à quatre mois de prison pour avoir approché son ex-femme, avec qui il a deux enfants, malgré une décision de justice. Le 29 août 2006, il est condamné à Sydney à 18 mois de prison pour avoir agressé son ex-petite amie Amanda Lamont, sa mère, son patron et ses employés. Le juge Ian Gray reconnait des troubles dépressifs évidents après la fin de sa carrière sportive, ce qui ne pouvait toutefois excuser son harcèlement par des appels constants. Ses avocats ont attribué sa dépression à sa séparation de 2005 avec son ex-femme. Neiwand commencé sa peine à Port Phillip avant d'être transféré à Beechworth. Après neuf mois de prison, il est libéré au début de l'année 2007. Il a depuis reconstruit sa relation avec ses enfants, Malcolm et Courtney, et son ex-femme, Cathy. Peu de temps après, il rejoint la Sunrise Foundation, une organisation qui, à travers les lycées, vise à démystifier et à lutter contre la dépression dans la communauté.
Le 5 décembre 2011, il plaide coupable à deux chefs d'accusation d'exposition volontaire et obscène à Melbourne, après avoir été inculpé à deux reprises en janvier et mai 2011 pour s'être exposé devant des femmes en se masturbant dans sa voiture. Ces infractions ont eu lieu après que Niewand ait été libéré sur ordonnance d'un tribunal en décembre 2010 pour des accusations sans rapport, où il avait été ordonné de se présenter à Forensicare et d'être conseillé sur son comportement. Le tribunal a appris qu'après avoir suivi des conseils au cours des six mois précédents, Niewand avait fait des progrès significatifs, avait maîtrisé ses problèmes d'alcool et était préoccupé et bouleversé par ses infractions et sa situation difficile. Le magistrat a pris en compte un rapport du conseiller médico-légal comme "prometteur", ajournant l'affaire jusqu'en mars 2012, date à laquelle il a été condamné à quatre mois de prison, avec sursis total pendant deux ans.

## Palmarès

### Jeux olympiques
- Séoul 1988.
  -  Médaillé de bronze de la vitesse individuelle
- Barcelone 1992
  -  Médaillé d'argent de la vitesse individuelle
- Atlanta 1996
  - 4e de la vitesse individuelle
- Sydney 2000
  -  Médaillé d'argent du keirin
  -  Médaillé de bronze de la vitesse par équipes

### Championnats du monde
- 1991
  -  Médaillé de bronze de la vitesse individuelle amateurs
- 1993
  -  Champion du monde de keirin
  -  Champion du monde de vitesse individuelle
- 1996
  -  Champion du monde de vitesse par équipes (avec Darryn Hill et Shane Kelly)
  -  Médaillé d'argent du keirin

### Coupe du monde
- 1994
  - 2e de la vitesse par équipes à Colorado Springs
- 1995
  - 1er du keirin à Adélaïde
  - 2e du keirin à Tokyo
  - 2e de la vitesse individuelle à Adélaïde
  - 2e de la vitesse par équipes à Adélaïde
- 1996
  - 2e de la vitesse individuelle à Busto Garolfo
- 1999
  - 2e de la vitesse par équipes à San Francisco

### Jeux du Commonwealth
- 1986
  -  Médaillé d'or de la vitesse individuelle
- 1990
  -  Médaillé d'or de la vitesse individuelle
- 1994
  -  Médaillé d'or de la vitesse individuelle

## Distinctions
- Athlète masculin de l'année aux Australian Sport Awards : 1993
- Médaille australienne des Sports : 14 juillet 2000
- Médaille du centenaire : 1er janvier 2001

## Référence
1. ↑  Fallen world champion cyclist Gary Neiwand on redemption
2. ↑  Gary Neiwand not looking at all pleased to be back on the track
3. ↑  Olympiasieger wegen Stalkings zu 18 Monaten verurteilt
4. ↑  Michael Stevens (16 mai 2007) : "Gary Neiwand a new man". Herald Sun.
5. ↑  Steve Butcher, « Cycling champ guilty on obscene exposure counts », sur The Age, Fairfax Media, 5 décembre 2011 (consulté le 5 décembre 2011)
6. ↑  Mark Russell, « Gary Neiwand spared jail for indecent acts », sur The Age, Fairfax Media, 5 septembre 2012 (consulté le 22 décembre 2014)